# Josef Galáb
Josef Galáb (20. února 1914, Praha – 27. června 1973) byl český fotbalista, záložník, reprezentant Československa.

## Sportovní kariéra
Za československou reprezentaci odehrál roku 1946 jedno utkání Byl to přátelský zápas s Jugoslávií. V něm gól nedal.
V lize odehrál 134 utkání a dal 3 góly. Hrál za SK Libeň (1938–1940) a SK Židenice (1940–1947).